# Azzi (cognome)
Azzi è un cognome di lingua italiana.

## Varianti
Azzano, Azzini, Azzo, Azzoguidi, Azzola, Azzoli, Azzolin, Azzolina, Azzolini, Azzolino, Azzone, Azzoni, Azzopardo, D'Azzano, D'Azzi, D'Azzo, Dazzano, Dazzi, Dazzo, Degli Azzi, Degli Azzone, Degli Azzoni.

## Origine e diffusione
Cognome tipicamente settentrionale, è presente prevalentemente in Lombardia, Emilia-Romagna e Toscana.
Potrebbe derivare dai prenomi Azzo e Azzone.
La variante Azzolin è veneta.

## Persone
- Enrico Azzi (fl. XX secolo) – medico e politico italiano
- Evangelista Azzi (1793 – 1848) – cartografo risorgimentale italiano
- Francesco Azzi – militare italiano